# Башкин, Василий Васильевич
Василий Васильевич Башкин (7 [19] мая 1880, Санкт-Петербург, Российская империя — 15 [28] ноября 1909, ст. Райвола, Выборгская губерния, Российская империя) — русский писатель, поэт.

## Биография
Василий Башкин родился в Петербурге, в купеческой семье; образование получил в санкт-петербургском коммерческом училище, по окончании его поступил в лесной институт, где пробыл 2 года. Литературой Башкин начал заниматься очень рано и в последнем классе училища уже печатал стихотворения и рассказы. Больше всего Башкин сотрудничал в «Журнале для всех» редакции Виктора Миролюбова; к тому же времени относится его участие в газете «Сын Отечества», в качестве репортёра; в последнее время он довольно много печатался в «Русском Богатстве», помещал свои рассказы и в альманахах («Земля» и другие).
Всю свою недолгую жизнь Василий Башкин крайне нуждался и страдал от съедавшего его недуга — чахотки. И нужда, и недуг ещё усилились, когда он, за год до смерти, женился.

## Творчество
Башкин оставил три тома рассказов, из которых последний вышел уже после его смерти (первый и третий тома в издании «Общественная польза», в 1909 и 1910 годах, а второй в издании «Звено» 1910 года), и два сборника стихотворений.

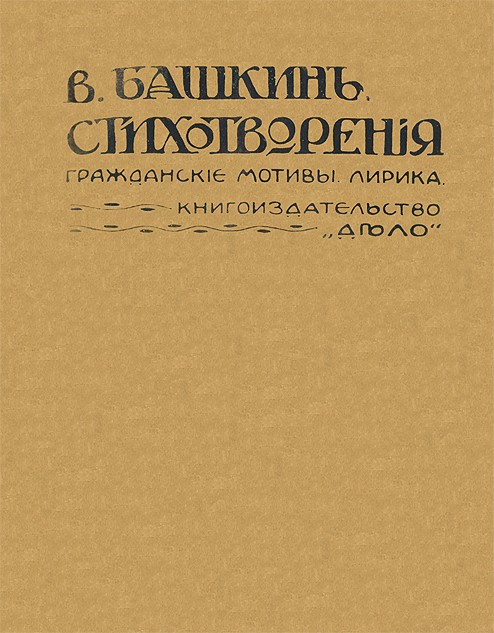
Обложка второго сборника стихов Василия Башкина (1907)

И рассказы, и стихи обнаруживают в нём природу лирика; но рассказы сильнее и ярче стихов. По манере письма Василия Башкина можно причислить к чеховской школе, но сам он тяготел к более новым приемам творчества; новаторство не всегда ему удавалось, но все же рассказы с «модернистской» окраской, например, «Липы шумели», принадлежат к числу наиболее зрелых и законченных в художественном отношении. Этому рассказу во многом близко самое знаменитое его стихотворение, ставшие городским романсом «Сосны» («Хмурые сосны шумят под окном…»).
Литературное дарование Башкина не было велико, но отличалось своеобразием и обаятельностью. Тихая элегическая вдумчивость и внимательное гуманное отношение к человеку являются особенностью его как писателя.
Ранние рассказы Василия Башкина: «Дунайские волны», «Москалевы» и т. п., носят, главным образом, бытовой характер, а последующие представляют больше интереса в психологическом отношении. В последних рассказах, например, «Последние дни Репникова» и «Белая смерть», с жутким реализмом и последовательностью изображено ощущение приближающейся смерти; они производят тяжелое впечатление. Но Башкин далеко не был пессимистом. Герой его, авторский alter ego, довольно полно выразил основное жизнеощущение автора: «Один из моих коллег во всех своих вещах старался показать, что страшна жизнь, а не смерть. По-моему это — глубокое заблуждение. Если и есть что страшное в милой и любящей жизни, так это её непосредственное соседство со смертью»… Когда пессимистически настроенный коллега спросил умирающего Башкина, сошлись или разошлись во взглядах они с ним теперь, — умирающий серьёзно ему ответил: «Разошлись… Надо любить и жалеть всех». Эти собственные слова Башкина как нельзя лучше характеризуют и его самого, и его кроткую жизнелюбивую музу.
Среди товарищей и всех близко знавших Василия Башкина он пользовался большими симпатиями. В память Башкина издан литературными сверстниками его сборник «Огни» (СПб., 1910). — Ср.: воспоминания Виктора Муйжеля в «Русском Богатстве» (1909 год, № 12) и Михаила Арцыбашева в сборнике «Огни».